# سهره‌های زمینی
سهره‌های زمینی (نام علمی: Geospiza) نام یک سرده از تیره زردپره‌ایان است.

## گونه‌ها
- سهره کاکتوسی بزرگ (Geospiza conirostris)
- سهره زمینی نوک‌تیز (Geospiza difficilis)
  - سهره خون‌آشام (Geospiza difficilis septentrionalis)
- سهره زمینی میان‌جثه (Geospiza fortis)
- سهره زمینی کوچک (Geospiza fuliginosa)
- سهره زمینی بزرگ (Geospiza magnirostris)
- سهره کاکتوسی معمولی (Geospiza scandens)